# Mario Jadonic
Mario Zygmunt Jadonic, född 20 maj 1970, är en svensk före detta fotbollsspelare.
Jadonic växte upp i Göteborg och startade sin elitkarriär i Gais, för vilka han spelade en match säsongen 1990. Han gick sedan till Jonsereds IF men återvände till Gais inför säsongen 1992. Han fick dock ingen speltid i Gais, utan lånades tillbaka till Jonsered, där han spelade med bland andra Bashkim Shaqiri och Edmond Lutaj. Jadonic öste in mål för Jonsered, och till säsongen 1993, då Peter Antoine blev tränare för Jonsered, köptes Jadonic loss.
År 1995 gick Jadonic till norska Odd Grenland. Han hade en bra start i klubben men fick därefter skadeproblem. Efter två säsonger i Norge, där han under 1996 även hann spela tre seriematcher för Gais, gick han till Södertäljeklubben Assyriska FF, där han återförenades med Shaqiri och Lutaj. Han trivdes bra i Assyriska, där han under två säsonger gjorde ett 30-tal mål och av media fick namnet "Skottmagistern" för sitt mäktiga skott, som ofta gick i en märklig bana som ställde målvakterna. År 1999 flyttade han tillbaka till Göteborg och BK Häcken i division I södra. Han var även en kort period proffs i israeliska Hapoel Kafr Kanna.
År 2002 tog Jadonic över göteborgska Assyriska BK som spelande tränare. Assyriska BK låg då sist i division V, men under Jadonic räddade sig klubben kvar i serien. Året därpå vann klubben sin division V-serie och gick upp i division IV, efter 30 mål av Jadonic. Efter att ha lett Assyriska BK till en femteplats i sin division IV-serie gick han till Lärje/Angered IF, som han ledde till avancemang till division II. År 2006 tog han över Torslanda IK, och förde dem till avancemang till division I. Han har även tränat spelare som Kim Källström, Kennedy Bakircioglü och Ivica Skiljo i skotteknik.